# الکل دهیدروژناز
الکل دهیدروژنازها (ADH) (عدد گروه آنزیم 1.1.1.1) گروهی از آنزیم‌های دهیدروژناز است که در بسیاری از موجودات وجود دارد و با کاهش نیکلین آمید آدنین دینوکلئوتید (NAD +) به NADH، تبدیل بین الکل‌ها و آلدئیدها یا کتون‌ها را تسهیل می‌کند. در انسان و بسیاری دیگر از حیوانات، آنها برای تجزیه الکل‌هایی استفاده می‌شوند که در غیر این صورت سمی هستند و همچنین در تولید بی نظیر آلدئید، کتون یا الکل در هنگام سنتز بیولوژیک متابولیت‌های مختلف شرکت می‌کنند. در مخمر، گیاهان و بسیاری از باکتری‌ها، برخی از الکل دهیدروژنازها واکنش متقابل را به عنوان بخشی از تخمیر کاتالیز می‌کنند تا از تأمین ثابت NAD + اطمینان حاصل کنند.

## سیر تکاملی
شواهد ژنتیکی حاصل از مقایسه موجودات متعدد نشان داد که فرمالدئید دهیدروژناز وابسته به گلوتاتیون، یکسان با الکل دهیدروژناز الکل کلاس III (ADH-3 / ADH5)، آنزیم اجدادی کل خانواده ADH تصور می‌شود. در اوایل تکامل، یک روش مؤثر برای از بین بردن فرمالدئید درون زا و برونزا مهم بود و این ظرفیت باعث حفظ ADH-3 اجدادی در طول زمان شده‌است. تکثیر ژنی ADH-3 و به دنبال آن جهش‌های متوالی منجر به تکامل ADHهای دیگر می‌شود.

## اکسیداسیون الکل

### مکانیسم عملکرد در انسان

#### مراحل
1. اتصال کوآنزیم NAD +
2. اتصال بستر الکل با هماهنگی روی
3. محافظت در برابر His-51
4. محافظت در برابر نیکوتین آمید ریبوز
5. محافظت در برابر Thr-48
6. دفع پروتئین الکل
7. انتقال هیدرید از یون الکوکسیید به NAD +، منجر به NADH و آلدئید یا کتون متصل به روی
8. انتشار آلدهید محصول.

مکانیسم موجود در مخمر و باکتری‌ها عکس این واکنش است. این مراحل از طریق مطالعات جنبشی پشتیبانی می‌شوند.

## کاربردها
در انتقال بیولوژیک، از الکل دهیدروژنازها اغلب برای سنتز استریوایزومرهای خالص از نظر انانتیومری الکل‌های کایرال استفاده می‌شود.